# シェリー・デヴィル
シェリー・デヴィル（Cherie DeVille、1978年8月30日 – ）は、アメリカ合衆国のポルノ女優、アダルトモデル。

## 来歴
1978年8月、出生名キャロリン・アン・パパロッチ（Carolyn Anne Paparozzi）としてノースカロライナ州ダーラムでフランス系カナダ人の家庭に生まれ、ワシントンD.C.とマサチューセッツ州ケープコッドで育った。成長すると乗馬やバレエを嗜み、バンドでドラムを演奏し、チアリーダーとして活動した。16歳のときには競泳チームに所属し、ライフガードを務めていた。
ハートフォード大学で理学療法の学位を取得し、さらにセントオーガスティン健康科学大学で博士号を取得した。理学療法士のライセンスと臨床インストラクターのライセンスを取得後、各地で理学療法士として働いた。その一方でアダルトモデルとしても経験を積んでいた。
2012年11月、34歳の時にポルノ女優としてデビューを果たした。業界で長年活動しているベテラン女優たちと同様に、彼女の体格、年齢、属性からMILFにカテゴライズされた。初期の出演作品の多くはレズビアンのジャンルだけでなく、MILFポルノにも属していた。このジャンルでのデビュー作は『Seduced By Mommy 3』である。
2015年には、『Blondes, Birds and Bees』で監督としてもデビューを果たした。
2014年から2024年まで、11年連続でAVNアワードの年間最優秀MILF女優賞（MILF Performer of the Year）にノミネートされ、2018年、2019年、2021年、2023年には受賞を果たした。XBIZ賞のMILF Performer of the Yearにも2016年から2024年まで、9年連続でノミネートされ、2017年と2021年に受賞を果たした。XRCO賞のMILF of the Yearも2017年、2018年と連続受賞した。
2017年11月16日、2020年のアメリカ大統領選挙にラッパーのクーリオを副大統領候補として立候補すると宣言。しかし2019年1月31日、大統領選の民主党候補者指名争いを断念すると発表し、ワシントン・エグザミナーに対し、自身の選挙運動への支持が不足していると語り、バーニー・サンダースの考えを支持すると宣言した。サンダースは、2016年の大統領選挙予備選の民主党候補者指名争いでヒラリー・クリントンに敗れていたが、2020年もジョー・バイデンに敗れた。

## 受賞
- 2017年: XBIZ賞 - MILF Performer of the Year[11]
- 2017年: XRCO賞 - MILF of the Year (30 or older)[12]
- 2018年: AVNアワード - MILF Performer of the Year[13]
- 2018年: XRCO賞 - MILF of the Year[14]
- 2019年: AVNアワード - MILF Performer of the Year[15]
- 2020年: AVNアワード - Most Outrageous Sex Scene（マイケル・ベガス（ポーランド語版）と） - "The Ghost Rocket"[16]
- 2021年: AVNアワード - MILF Performer of the Year[17]
- 2021年: XBIZ賞 - Best Sex Scene - Trans（シャネル・サンティーニ（スペイン語版）と） - "Trans-Active"[18]
- 2021年: XBIZ賞 - MILF Performer of the Year[18]
- 2023年: AVNアワード - MILF Performer of the Year[19]
- 2024年: アーバンXアワード - 殿堂顕彰[20]